# Hamars Ness Point
Hamars Ness Point är en udde i Storbritannien. Den ligger i kommunen Shetlandsöarna och riksdelen Skottland, i den norra delen av landet, 1 000 km norr om huvudstaden London. Hamars Ness Point ligger på ön Fetlar. En färjeterminal ligger i öster.
Terrängen inåt land är platt. Havet är nära Hamars Ness Point österut.